# Богородский, Александр Александрович
Александр Александрович Богородский (2 марта 1864 — не ранее 6 августа 1917) — генерал-майор Русской императорской армии (1917). Участник Первой мировой войны, во время которой командовал 10-м Ингерманландским и 18-м Нежинскским гусарскими полками. Обладатель Георгиевского оружия (1915).

## Биография
Александр Александрович Богородский родился 2 марта 1854 года. По вероисповеданию был православным. После окончания Воронежского кадетского корпуса, 26 августа 1882 года поступил на службу в Российскую императорскую армию юнкером рядового звания в Николаевское кавалерийское училище. В 1884 году по окончил это кавалерийское училище по 1-му разряду, был распределён 31-й драгунский Рижский полк (в 1907 году полк был переименован в 7-й драгунский Рижский полк) в чине корнета, в который был произведён 14 августа 1884 года. 1 января 1885 года был произведён в поручики, 26 февраля 1890 года произведён в штабс-ротмистры, 15 марта 1897 года был произведён в ротмистры. С 1 июля 1896 года по 1 сентября 1905 года занимал должность командира 5-го эскадрона, в 31-м драгунском Рижском полку. 26 февраля 1905 года получил чин подполковника, а 6 декабря 1910 года произведён в полковники. По состоянию на 1 января 1913 года служил в 9-м драгунском Казанском полку.
Принимал участие в Первой мировой войне. По состоянию на 23 июля 1914 года служил в том же полку и в том же чине. С 23 июля 1914 года по 28 мая 1915 года был командиром 10-го гусарского Ингерманландского полка, а с 28 мая 1915 года по 10 июня 1917 года занимал должность командира 18-го гусарского Нежинского полка. 8 апреля 1917 года «за отличия в делах» был произведён в генерал-майоры со старшинством с 11 октября 1915 года. Затем был командиром одной из кавалерийских бригад. По состоянию на 6 августа 1917 года служил в том же полку и в том же чине.
Александр Александрович, был автором «Памятки из истории 11-го драгунского Рижского полка», которая вышла в 1909 году в Кременце.

## Награды
Александр Александрович Боргодский был пожалован следующими наградами:
- Георгиевское оружие (Высочайший приказ от 10 ноября 1915)
— «за то, что в бою на Гнилой-Липе 17-го августа 1914 года, будучи командиром 10-го гусарского Ингерманландского полка, лично повел в атаку 2 эскадрона этого полка на неприятельский пехотный полк с пулеметами, занимавший сильную позицию у с. Нидвелиско. Под сильным огнем противника прошел 5 его линий, обратил в бегство и захватил два пулемета»[2];
- Орден Святого Владимира 3-й степени с мечами (Высочайший приказ от 7 декабря 1916);
- Орден Святого Владимира 4-й степени с мечами и бантом (Высочайший приказ от 3 марта 1915);
- Орден Святой Анны 3-й степени (1904);
- Орден Святого Станислава 2-й степени (1908).